# Balogh Rita
Balogh Rita (Szolnok, 1986. május 9. –) fitneszedző. Különböző fitnesz edzésprogramok, kiadványok szerzője.

## Élete
Eredetileg pénzügy szakos közgazdász végzettséget szerzett a Szent István Egyetemen. A főiskolás évei alatt szerette meg a fitnesz sportot. Rendszeresen járt edzőtermekbe és alakformáló órákra. Egyre több szakirodalmat olvasott. Az International Wellness Institute Európai Oktatási Központ testépítés és fitnesz sportedző szakán végzett, kiváló eredménnyel.

## Sikerei
2012-ben létrehozta saját programját amit FittAlak-nak nevezett el. A program lényege az egészséges életmód követése otthoni diétás és alakformálási edzések segítségével.
Háromszor szerepelt már hazai fitneszmagazin címlapján.

## Megjelent kiadványai
- Feszes&Fitt DVD
- Táplálkozási Program
- BikiniBody Program - Balogh Rita fitneszedzővel
- Extrém Fitt DVD

## Publikációi
- nlcafe.hu
- divany.hu
- bien.hu
- shape.hu
- cotcot.hu
- femcafe.hu
- fitt.info magazin
- Wellness magazin
- Esküvő Classic magazin
- Cosmopolitan magazin
- Családi lap magazin
- Nestle Fitness